# Анцолеконте (Потенца)
Анцолеконте (итал. Anzoleconte) је насеље у Италији у округу Потенца, региону Базиликата.
Према процени из 2011. у насељу је живело 6 становника. Насеље се налази на надморској висини од 324 м.